# 이 (핀란드)

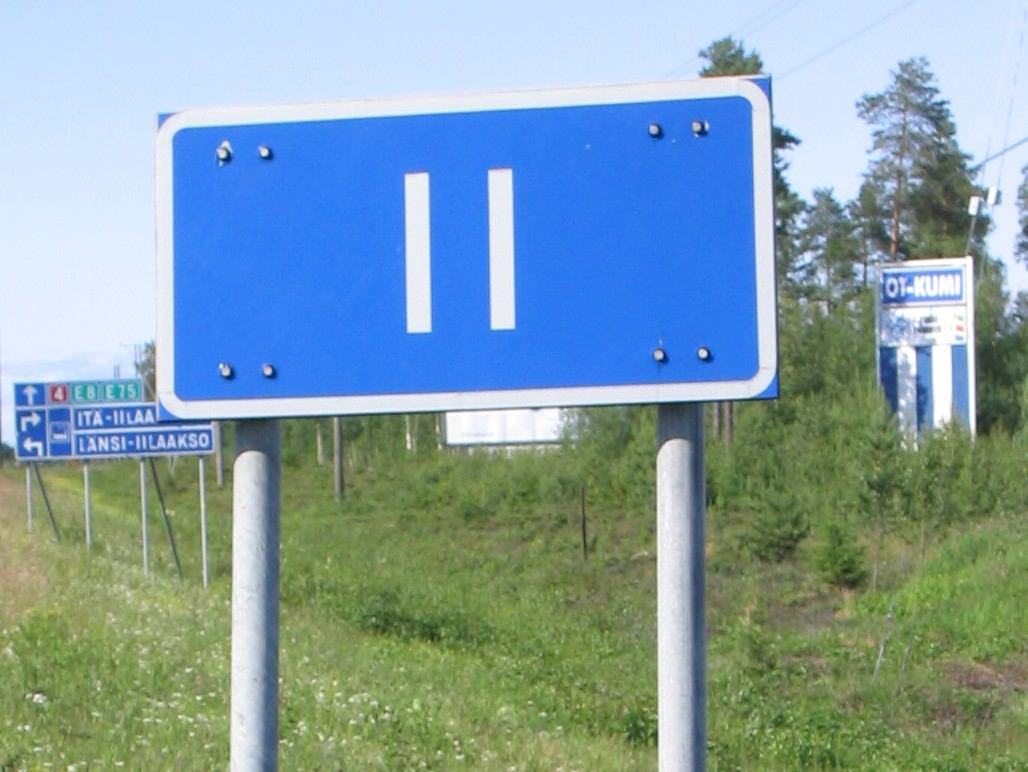
이 입구를 알리는 표지판

이의 위치

이(핀란드어: Ii, 스웨덴어: Ijo)는 핀란드 북포흐얀마 지역에 위치한 도시로, 면적은 2,809.23km2, 인구는 9,512명(2012년 기준), 인구 밀도는 6.13명/km2이다. 1445년 도시 지위를 부여받았으며 보트니아만과 접한다.
핀란드에서 이름이 가장 짧은 지명으로 알려져 있으며 세계에서 가장 짧은 지명 가운데 하나이기도 하다. 도시 이름의 유래에 대해서는 사미어로 "밤사이에 머물 수 있는 곳"이라는 뜻을 가진 단어에서 유래되었다는 설 등 여러 가지 설이 존재한다.

시 문장